# Ховинд, Карл Оскар
Карл Оскар Ховинд (норв. Carl Oscar Hovind, 13 февраля 1901 — 5 февраля 1982) — норвежский шахматист, шахматный функционер и шахматный писатель. В составе сборной Норвегии участвовал в двух шахматных олимпиадах (1930 и 1931 гг.). Состоял в клубе «Schakklubben av 1911», потом в клубе «Oslo Schakselskap». В период с 1946 по 1949 гг. был президентом Норвежского шахматного союза. Активно участвовал в норвежских заочных турнирах.
С 1949 по 1966 гг. параллельно работал административным директором страховых компаний «Nye Norske» и «Samvirke».

## Книга
- «Sjakk for Alle» («Шахматы для всех»). — Cappelen, Oslo 1943.

## Спортивные результаты
| Год  | Город   | Соревнование                                | + | −  | = | Результат | Место |
| ---- | ------- | ------------------------------------------- | - | -- | - | --------- | ----- |
| 1930 | Гамбург | III Олимпиада (сборная Норвегии, 2-я доска) | 1 | 9  | 2 | 2 из 12   |       |
| 1931 | Прага   | IV Олимпиада (сборная Норвегии, 4-я доска)  | 0 | 11 | 3 | 1½ из 14  |       |